# Smešariki
Smešariki (rus. Смеша́рики skr. od "смешные шарики" - smiješne loptice) - ruska animirana serija za cijelu obitelj, stvorena u okviru obrazovnog projekta "Svijet bez nasilja" pod pokroviteljstvom Ministarstva kulture Ruske Federacije.
U rujnu 2008. 104 epizode je bilo adaptirano za prikazivanje na američkom kanalu The CW pod nazivom "GoGoRiki". Serija se također pojavljuje u Njemačkoj ("Kikoriki", kanal KI.KA), Velikoj Britaniji ("Kikoriki", kanal Pop), Italiji ("Chicorichi", kanal Italia 1), Kazahstanu ("Көңілді томпақтар", 31 kanal) i Ukrajini ("Смішарики", Inter, Novyj kanal).

## Radnja
Animirana serija govori o Smešarikima - zabavnim okruglim bićima koji žive u vlastitom izmišljenom svijetu. Njihov oblik naglašava dobrotu i omogućava svakom djetetu da ih lako nacrta. Svaki lik ima svoju povijest i svoj individualni karakter, među njima nema negativnih likova, osim zlobnog klona Losjaša. Svaka epizoda se gradi na nekoj problematičnoj situaciji koja se može dogoditi djetetu i u stvarnom životu. Iza vanjske jednostavnosti i dječje naivnosti sižea skrivaju se vrlo ozbiljne i čak filozofske teme, te seriju često gledaju i odrasli.
Serija sadrži mnogobrojne citate iz filmova i animiranih filmova koji su postali klasici.

## Likovi
Glavne likove se uvjetno može podijeliti na dvije grupe - četvero "djece" (Jožik, Kroš, Njuša i Baraš) i petero "odraslih" (Kar-Karič, Kopatič, Losjaš, Pin i Sovunja).

### Djeca

#### Baraš
Janje (od rus. барашек), rođeno 29. travnja, pjesnik-liričar, uzdiše i piše pjesme o tuzi, melankolik. Njegovu delikatnu narav je lako uvrijediti, zato je Barašu potrebno mnogo razumijevanja od okoline koju on privlači svojom nesrećom i neshvaćanjem. Na taj način osjetljivi Baraš u teškoj situaciji može čak i zaplakati. No on ne želi, a nije ni kadar, nanijeti nekome zlo, te se samo na sve načine trudi pokazati svoju simpatiju prema Njuši, iako ne sasvim uspješno. Baraš mjesečari i boji se visine. Zbog svojeg stvaralaštva sasvim zaboravlja na pospremanje te u svim epizodama u njegovom domu vlada nered. Često se brine za druge Smešarike. Ima mnogo skrivenih znanja i talenata koje nitko, uključujući njega samog, do njihove pojave nije ni naslućivao; npr. znanje nekoliko stranih jezika (epizoda "Zabyt' vsjo") i nevjerojatna nadarenost za kukičanje (epizoda "Parnoje makrame").

#### Jožik
Ježić (od rus.ёжик), rođen 14. veljače; ozbiljan i savjestan prijatelj Kroša, flegmatik. Za razliku od svog prijatelja, Jožik je dobro odgojen, razborit, te se zato ne protivi prijateljevoj energičnosti i upornosti. On shvaća kad Kroš nije u pravu pa mu pomaže u komunikaciji s drugima. Jožik je pomalo spor, sramežljiv, zbunjen, previše osjetljiv na druge i voli kad je sve tiho i mirno, boji se visine. Pati od klaustrofobije. Posjeduje kolekciju gljiva, kaktusa i omota bombona. Voli red. Talentiran je za mirenje posvađanih.

#### Kroš
Zečić (od rus. кролик), rođen 29. prosinca; veseli i energični zečić-zvrk, kolerik. Brzoplet je i često prekida sugovornika, namiguje prvo desnim, pa lijevim okom, voli avanture poput pohoda u planine i ronjenja, te svo vrijeme uvlači Jožika u svoje avanture. Kroš je nepopravljivi optimist i eksperimentator, o svemu ima svoje mišljenje. U prvim epizodama se ponašao nešto drugačije, čime se razlikuje od ostalih, statičnijih, likova.

#### Njuša
Praščić, rođen 13. srpnja; djevojčica koja mašta da postane princeza, sangvinik. Njuša se smatra neodoljivom ljepoticom koja se dotjerava i prati modu. Jako je znatiželjna, šarmira okolinu i trudi se biti u centru pažnje. Često grokće.

### Odrasli

#### Kar-Karič
Rođen 3. ožujka prema kalendaru iz 2010. ili 10. lipnja prema epizodi "Anonim" - gavran-umjetnik s vrlo burnom prošlošću: puno je putovao, nastupao u cirkusu i pjevao, no sada je u mirovini. Karič voli biti u centru pažnje, puno brblja i hvali se, i sve to radi vrlo zarazno. Ponekad se zanosi, no u biti je ganutljiv i sentimentalan. Često mu se obraćaju za savjet jer je vrlo načitan, ali i rastresen. Sve što se događa Smešarikima on je već doživio te iz toga izvodi zaključke. Moguće je da umije hipnotizirati: u epizodi "Indijskij čaj" je hipnotizirao Njušu da prestane misliti na torte i kolače, a u epizodi "Zabyt' vsjo" je hipnotizirao Baraša da mu pomogne prevladati strah od visine (što mu je djelomično uspjelo). Lukav je, mudar, ide kroz život visoko uzdignute glave.

#### Kopatič
Rođen 8. listopada prema kalendaru iz 2010. ili 27. prosinca prema epizodi "Effekt babuški. Čast' 1" - dobar i brižljiv domaćin, medvjed-vrtlar koji uzgaja voće i povrće za sve Smešarike. Vrlo je jak. Ima čvrst karakter, u teškim situacijama sve preuzima u svoje ruke. Zimi spava, ali ne uvijek - u epizodama "Kuda uhodit staryj god?" i "Novogodnjaja skazka" slavio je Novu godinu zajedno s ostalima, a u epizodi "Effekt babuški" slavio je svoj rođendan. Najbolji je plesač u disku. U dugometražnom filmu "Smešariki.Načalo" doznajemo o njegovoj kinematografskoj prošlosti. Radio je kao glumac, igrao ulogu superheroja Ljusjena.

#### Losjaš
Rođen 25. svibnja - pametan i pomalo tvrdoglav los-znanstvenik, prema seriji je astronom, ali se razumije i u biologiju, kemiju, fiziku, no zanimaju ga i druge znanosti, čak je dobio Nobelovu nagradu. Zbog stalne zauzetosti u njegovom domu vlada strašan nered, a i sam izgleda dosta neuredno. Vrlo je ozbiljan, voli čitati knjige i ponekad pokušava primijeniti svoje teorije u praksi, tj. "obrazovati narod". Voli jesti kada čita, a također ima u svom domu ogromnu biblioteku. Nesumnjivo je zato, od svih Smešarika, on najnačitaniji (epizoda "Erudit"), radi na računalu koji koristi operacijski sustav Okna 96. Često igra videoigre "Princ dlja Njuši 2" i "Olimpiarik: Kto pervyj". Također voli sendviče sa salamom. Ima neodgojenog klona kojeg je sam stvorio.

#### Pin
Rođen 9. kolovoza: pingvin-izmitelj, Nijemac (imao je prijatelje iz Lihtenštajna), govori s jakim akcentom (ponekad čak upotrebljava njemačke riječi i izokreće ruske), živi u hladnjaku i općenito se izdvaja od drugih svojom nekomunikativnošću. Bez obzira na dobrotu, spremnost da pomogne prijatelju i odlučnost, Pin je rastresen i daleko se više razumije u "željezo" nego u život, te zato ponekad njegovi izumi nisu jako ugodni ili beskorisni npr. "perpetuum mobile" koji "koristi drva, pretvara ih u energiju, i, molim, može opet koristiti drva!" i "ništa ne daje, samo uzima!". Bio je čuvar u muzeju, a to je zanimanje objasnio ovako: "Ja nikad ne spavam. Zato i radim kao čuvar".

#### Sovunja
Rođena 15. rujna - sova-liječnica, ranije je predavala tjelesni odgoj, obožava sport, voli svježi zrak. Velika je domaćica, jako pragmatična, ima veliko životno iskustvo, no pritom je dosta sentimentalna. Bez obzira na svoje ime, danju je ševa. Živi u duplji drveta. Također ima balkon, stube i strmi brežuljak za skijanje - svoj najdraži sport. Ponekad brežuljak jednostavno koristi za brzo spuštanje.

### Sporedni likovi

#### Bibi
Rođen 10. lipnja 2006. - razumni robot kojeg je napravio Pin u trenucima samoće. Ne govori nego samo ispušta kompjutorske zvukove koji podsjećaju na zvukove koje stvara robot R2-D2 iz filmske sage Zvjezdani ratovi. Smešariki su ga naučili svemu što znaju, a zatim je nestao. Nakon nekog vremena se vratio, te se ispostavilo da je bio u svemiru i da je došao nakratko, a zatim ponovo odletio. S vremena na vrijeme dolazi posjetiti Smešarike. Pohađa svemirsku akademiju. Također ima dom. Jednom je spasio život Krošu i Jožiku.

#### Željezna dadilja
Pinov izum. Prvobitno je bila stvorena i programirana radi nadzora mlađih, te joj je majčinski instinkt bio jako razvijen, no kasnije je preinačena u model na daljinsko upravljanje (epizoda "Jožik v tumannosti"). Također je odigrala ulogu zlikovca u Kroševom snu (epizoda "Snotvorec"). U epizodi "Pin-Kod. Nano-njanji" nanokopije Željezne dadilje borile su se s virusima u Baraševom organizmu.

#### Losjašev klon
Klon koji je Losjaš stvorio prije mnogo godina. U mladosti je Losjaš bio neodgojeni huligan, volio je razbijati stakla i pisati nepristojnosti po zidovima: takav je postao njegov klon. Pina naziva "Cipollino". Pojavljuje se u epizodi "Nevospitannyj klon".

#### Djed Mraz
Pojavio se na kraju epizode "Operacija 'Ded Moroz'", kao obris Djeda Mraza na nebu.

#### Ušarik
Stvoren je za program "Ja slyšu mir". Pojavljuje se u epizodi Pin-koda "Uši dlja Ušarika".

#### ProfesorDmitrij Mendeljejev
Profesor koji je došao Njuši u snu. Ispričao joj je kako da napravi čarobni štapić. U epizodi "Bobslej - delo principa" Losjaš je napravio njegov kip od leda.

#### Crni Lovelace
Lik iz horor-priče koju su Njuši ispričali Kroš i Jožik. Poslije je Njuša srela neznanca koji je možda i bio Crni Lovelace (nije bilo jasno prikazano da li se susret dogodio stvarno ili se to Njuši samo učinilo). Pojavljuje se u epizodama "Strašilka dlja Njuši", "Snotvorec", "K čemu privod'at želanija" i "Dva volšebnika", pri čemu u dvije posljednje epizode u jednoj sceni: Crni Lovelace svira Njuši na gitari, nalazeći se u čamcu, a u epizodi "Jejo zvali Njuša" pojavila se fotografija s Crnim Lovelaceom. U epizodi "Pin-kod. Princessa v poiske" ispostavilo se da je Crni Lovelace - Baraš. No, moguće je da se on skrivao pod tim imenom samo na mreži, znajući da Njuša jako voli Crnog Lovelacea.

#### Stanovnici Mjeseca
Stanovnici Mjeseca se pojavljuju u videoigri "V poiskah Bibi".

#### Vanzemaljac
U časopisu № 12 2011. u zemlju Smešarika dolazi vanzemaljac.

#### Došljaci
Vanzemaljci otimaju Baraša u snu i uče ga svojim plesovima (ep. "Blizko k serdcu").

#### Stanovnici Plutona i njihov vođa
Kvadratni stanovnici Plutona i njihov trokutasti robot-predvodnik dodijelili su Losjašu titulu "Junak Plutona" zbog obrane časti Plutona kao planeta. Prijetili su da će uništiti Zemlju. Pojavili su se u epizodi "Geroj Plutona".

#### Svemirski pirati
Tri robota s tosterom s vilicama i radioantenom umjesto glave. Provjeravali su Jožika s ciljem da ga regrutiraju u svoje redove. Pojavili su se u epizodi "Proverka, čast' 2".

#### Gusjenica
Proždrljiva gusjenica koja živi u Kopatičevom povrtnjaku. Može odjednom pojesti jako puno, nakon čega se poveća za nekoliko puta. U epizodi "Krasnaja kniga" Kroš je pokušavao pojesti gusjenicu, ali, srećom po nju, to se nije dogodilo: Kroš se zagrcnuo i ispljunuo je. U epizodi "Pin-kod. Metatykva" se ispostavlja da ih je jako puno i da imaju starješinu koji na glavi ima nešto nalik na list.

#### Kljunaš
Dijete-kljunaš se pojavilo u Kroševu snu u epizodi "Avstralija".

#### Vođa plemena Tupaka
Vođa najtajanstvenijeg plemena na svijetu. Pojavio se samo jednom.

### Novogodišnji likovi
Svake godine prije Nove godine izlaze specijalne epizode s likovima - simbolima iduće godine.

#### Mišarik
Rođen 2. siječnja - simbol 2008. godine, pojavio se u epizodi "Novogodnjaja počta". Aferaš, izdaje se za dizajnera svjetske akademije visoke mode. Jako je proždrljiv. Prevario je Njušu, pojevši joj svu hranu uoči Nove godine, te se sakrio. Dolazi iz Saratova i nije jedini iz svog roda. U stvarnom životu radi kao redatelj (ep. "Novogodnjaja skazka"). Prvi je od novogodišnjih simbola.

#### Mulja i Munja
Mulja se rodio 3. studenog, a Munja 26. srpnja - simboli su 2009. godine, pojavljuju se u epizodama "Effekt babuški 1-3". Veleposjednici su koji su živjeli 200 godina prije na istom mjestu na kojem sad žive junaci serije. Mulja je veseli bičić koji se ponekad, istina, jako rasrdi, a Munja je vedra kravica koje je "uvijek u pravu" i umije biti samokritična. Njihova su puna imena Mulentij i Munevra.

#### Tigricija
Rođena 31. prosinca - simbol 2010. godine, novogodišnja vila-glumica koja je očarala većinu Smešarika. Radi za Mišarika.

#### Mjesečev zec
Pojavio se u epizodi "Mjesečev zec". Spasio je Kroša i Jožika od utapanja. Nije smešarik, glavni likovi ga zapravo nisu vidjeli jer se prikazuje zamagljeno. Iako se i pojavio uoči godine svoje životinje, simbol 2011. u "Smešarikima" je bio Kroš.

#### Hrum
Rođen 25. prosinca - morski zmajić, simbol 2012. godine. Voli brzu hranu (čokoladu, džem, piroške, čips), suvremeni ples i svirku na usnoj harmonici. Upoznao se s Krošem kada ga je uhvatio za vrijeme ribolova na čokoladu. Vedar, druželjubiv i veseo, vezan je uz Kroša i Njušu. Karakterom je još uvijek dijete, te se zato u većini slučajeva ne ozvučuje (gotovo da ne umije razgovarati, povremeno izgovara svoje ime). Bez obzira na dob, već zna izbacivati vatru (Jožik je spominjao da zmajevi počinju udisati vatru u dobi od tisuću godina) i ponekad pokušava letjeti.

#### Šuša
Rođena 2. siječnja - kobra, simbol 2013. godine. Mlada pjevačica. Organizirala je šou za djecu pod nazivom "Šuša šou".

## Televizija
Od 7. svibnja 2004. do 21. kolovoza 2011. Smešariki su se prikazivali na kanalu STS, a od 24. kolovoza su se prikazivali samo subotom (do 1. listopada) i radnim danom (no 14. studenog 2011. ponovo se emitiraju samo radnim danom, a vikendom više ne). Od 2. rujna 2011. prikazuju se radnim danom na kanalu Karuselj. Od listopada 2012. nova sezona animiranog filma se emitira na prvom kanalu svaku subotu ujutro.
Od 2004. prikazivali su se u sklopu dječjeg programa "Spokojnoj noči, malyši!". 2006. emitiranje je prestalo zbog isteka licencije.
Od 19. rujna emitira se na kanalu Nickelodeon s titlovima i pjesmom na engleskom jeziku (pod nazivom "Kikoriki").
1. travnja 2012. premijerno je prikazan na Prvom kanalu dugometražni animirani film "Smešariki. Načalo". "Pin-kod" se emitira od 7. travnja svakim vikendom na Prvom kanalu.
Ranije je serija emitirana:
- 2009. na kanalu Domašnij.
- do 26. prosinca 2010. na kanalu Telenjanja.
- 1. siječnja 2012. na kanalu Dožd, deset sati zaredom.
- od 27. listopada 2012. na Prvom kanalu vikendom.

## Sezone,omašci,dugometražni filmovi

### Smešariki (2004.–2011.)
Osnovna serija s epizodama koje su se emitirale od 2004. do 2011.

### Azbuka so Smešarikima (2006.–2011.)
Projekt u okviru kojeg su nastali zbornici epizoda "Smešariki. Azbuka bezopasnosti", "Smešariki. Azbuka OBŽ", "Smešariki. Azbuka zdorovja", "Smešariki. Azbuka dobroželateljnosti", itd. Emitirali su se samo u Rusiji.

### Smešariki. Načalo (2011.)
22. prosinca 2011. izašao je dugometražni animirani film "Smešariki. Načalo" u formatu 3D koji govori o povijesti njihovog poznavanja Velikog svijeta. U njemu su Smešariki vidjeli na televiziji seriju o superheroju Ljusjenu (Kopatičev nadimak u filmu) koji se bori sa zlikovcem - gusanom, "Doktorom Kaligarijem" (pravo mu je ime Gusen). Junaci su primili šou zdravo za gotovo, te žure Lusjenu u pomoć i ulaze u Veliki svijet.
26. siječnja 2012. film se pojavio na DVD-u, a 9. veljače na Blu-rayu. 1. travnja je premijerno prikazan na Prvom kanalu.

### Pin-kod (2012.)
"Pin-kod" - omašak animirane serije "Smešariki", čiji je cilj pobuđivanje interesa za izumiteljstvo, tehničko stvaralaštvo i znanost kod djece od 4 do 14 godina. Prema sižeu, Pin je izumio leteći loptasti brod "Pinoljot" u koji su se preselili svi Smešariki. Zbog nezgoda i komičnih situacija Pin i Losjaš moraju spašavati ostale Smešarike, usput pričajući o bezgraničnim mogućnostima znanosti.

### Smešariki. Novyje priključenija (2012.)
Nove epizode osnovne serije u formatu 3D.

## Nagrade
2005. "Smešariki" su osvojili glavnu nagradu Međunarodnog festivala "China International Cartoon and Digital Art Festival" koji se održava u Guangzhouu, Kina.
Iste su godine "Smešariki" osvojili nagradu publike Međunarodnog festivala televizijske animacije "Cartoons on the Bay" koji se održava u Italiji.
2008. godine, Ukazom Predsjednika Ruske Federacije, serija je osvojila Državnu nagradu Ruske Federacije na području kulture i umjetnosti. Novčani iznos od 5 milijuna rubalja su podijelili umjetnički direktor projekta Anatolij Prohorov, redatelj Salavat Šajhinurov i producent Ilja Popov.

## Zanimljive činjenice
- U svibnju 2009. ruski astronaut-inženjer Roman Romanenko je uzeo sa sobom na let na ISS plišanu igračku "Smešarik u svemirskom odijelu" (Bibi) - amajliju koju mu je poklonila šestogodišnja kćer.[16][17]
- Izdaju se časopisi "Smešariki"[18] i "Strana Smešarikov".[19]